# 夜汽車は南へ
「夜汽車は南へ」（よぎしゃはみなみへ）は、日本のフォークデュオ「風」の5枚目のシングルである。

## 収録曲
| 全編曲: 佐藤準。 |                    |            |      |
| #                | タイトル           | 作詞・作曲 | 時間 |
| 1.               | 「夜汽車は南へ」   | 伊勢正三   | 4:40 |
| 2.               | 「風をたずさえて」 | 大久保一久 | 3:54 |
| 合計時間:        | 合計時間:          | 合計時間:  | 8:34 |

## 収録アルバム
- 風 ベスト・セレクション（1986年3月15日、ZL-2009/10）
- シングル・コレクション -22才の別れ-[1]（2007年7月4日、CRCP-20406）